# Sasa
Sasa (hebr. סאסא; oficjalna pisownia w ang. Sasa) – kibuc położony w Samorządzie Regionu Ha-Galil ha-Eljon, w Dystrykcie Północnym, w Izraelu. Członek Ruchu Kibuców (Ha-Tenu’a ha-Kibbucit).

## Położenie
Kibuc jest położony w Górnej Galilei u podnóża masywu górskiego Meron, w odległości 12 kilometrów na północny zachód od miasta Safed. Leży w pobliżu granicy z Libanem.

## Historia

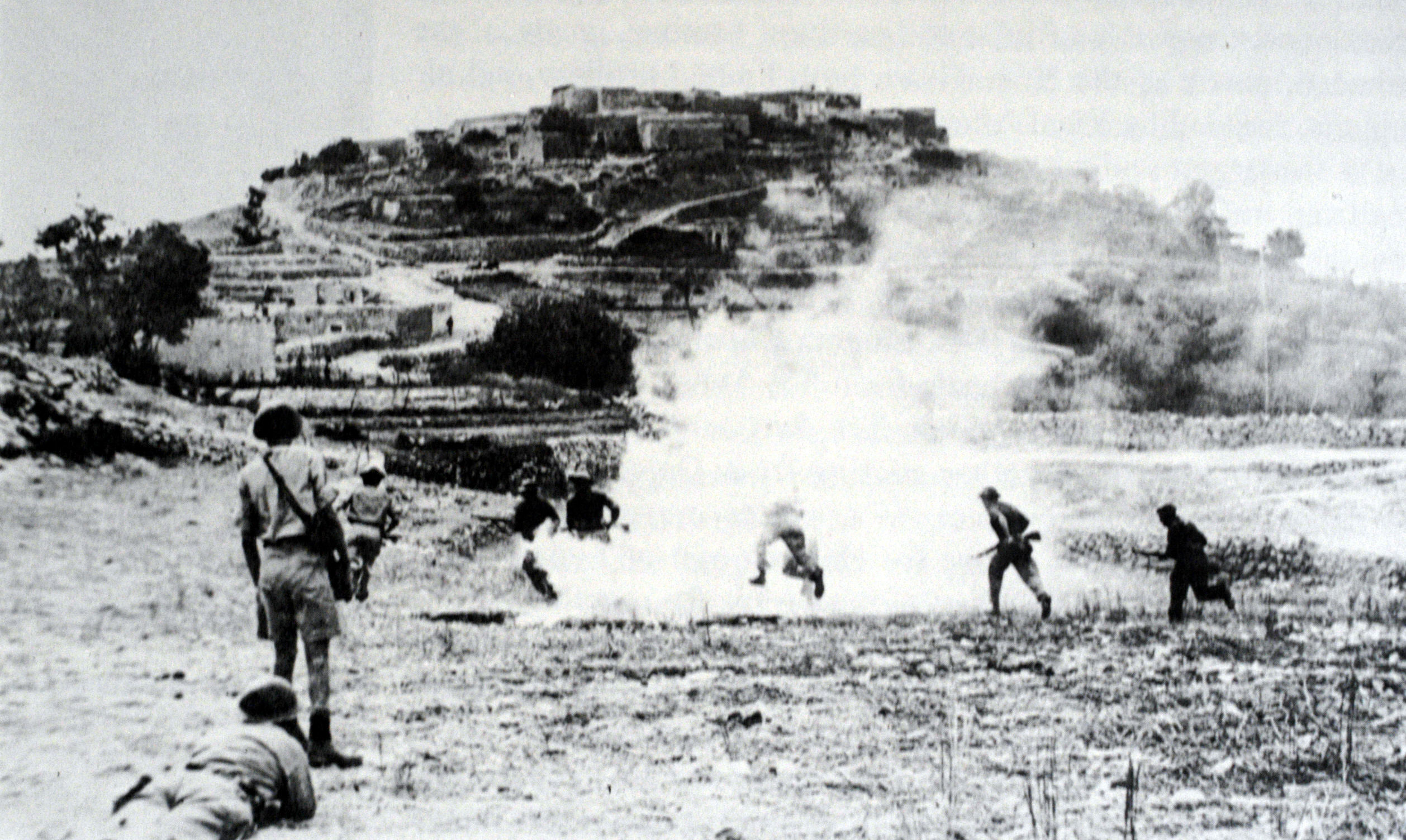
Izraelscy żołnierze podczas ataku na Sa’sa

Izraelscy żołnierze w zdobytej wiosce Sa’sa

Pierwotnie w miejscu tym znajdowała się arabska wioska Sa’sa. Podczas I wojny izraelsko-arabskiej w dniu 30 października 1948 wioskę zajęli izraelscy żołnierze. Wysiedlono wówczas wszystkich mieszkańców, a domy wyburzono.
Współczesny kibuc został założony w styczniu 1949 przez żydowską młodzieżową organizację syjonistyczną Ha-Szomer Ha-Cair.

## Gospodarka
Gospodarka kibucu opiera się na rolnictwie. Znajdują się tutaj także zakłady zbrojeniowe produkujące pojazdy opancerzone Plasan.